# Klutiana townesi
Klutiana townesi är en stekelart som först beskrevs av Baltazar 1961.  Klutiana townesi ingår i släktet Klutiana och familjen brokparasitsteklar. Inga underarter finns listade i Catalogue of Life.